# Ernie McCoy
Ernie McCoy, pseudonimo di Ernest Clarence Musser, detto Ernie (Reading, 19 febbraio 1921 – Port Orange, 4 febbraio 2001), è stato un pilota automobilistico statunitense.
Prese parte a 2 edizioni della 500 Miglia di Indianapolis nel 1953 e 1954. Il suo miglior piazzamento fu l'8º posto nel 1954, mentre l'anno successivo fallì la qualificazione per la corsa
Tra il 1950 e il 1960 la 500 Miglia faceva parte del Campionato Mondiale, e per questo motivo McCoy ha all'attivo 2 Gran Premi di Formula 1.

## Risultati in Formula 1
| 1953 | Scuderia     | Vettura |  |   |  |  |  |  |  |  |  | Punti | Pos. |
| ---- | ------------ | ------- |  | - |  |  |  |  |  |  |  | ----- | ---- |
| 1953 | H.A. Chapman | Stevens |  | 8 |  |  |  |  |  |  |  | 0     |      |

| 1954 | Scuderia     | Vettura           |  |    |  |  |  |  |  |  |  | Punti | Pos. |
| ---- | ------------ | ----------------- |  | -- |  |  |  |  |  |  |  | ----- | ---- |
| 1954 | Ray Crawford | Kurtis Kraft 500B |  | 16 |  |  |  |  |  |  |  | 0     |      |

| 1955 | Scuderia | Vettura     |  |  |    |  |  |  |  |  |  | Punti | Pos. |
| ---- | -------- | ----------- |  |  | -- |  |  |  |  |  |  | ----- | ---- |
| 1955 | LaVilla  | Templeton D |  |  | NQ |  |  |  |  |  |  | 0     |      |

| Legenda | 1º posto     | 2º posto | 3º posto    | A punti         | Senza punti/Non class.  | Grassetto – Pole position Corsivo – Giro più veloce |
| Legenda | Squalificato | Ritirato | Non partito | Non qualificato | Solo prove/Terzo pilota | Grassetto – Pole position Corsivo – Giro più veloce |